# Belgijscy posłowie do Parlamentu Europejskiego 2009–2014
Belgijscy posłowie VII kadencji do Parlamentu Europejskiego zostali wybrani w wyborach przeprowadzonych 7 czerwca 2009. Pod koniec kadencji dwa mandaty przypadające partii Chrześcijańscy Demokraci i Flamandowie oraz walońskiej Partii Socjalistycznej pozostały nieobsadzone.

## Lista posłów

### Flamandzkie kolegium wyborcze
Wybrani z listy partii Chrześcijańscy Demokraci i Flamandowie (CD&V)
- Ivo Belet
- Marianne Thyssen

Wybrani z listy partii Flamandzcy Liberałowie i Demokraci (Open VLD)
- Philippe De Backer, poseł do PE od 7 września 2011
- Annemie Neyts-Uyttebroeck
- Guy Verhofstadt

Wybrani z listy partii Interesu Flamandzkiego
- Philip Claeys[1]
- Frank Vanhecke

Wybrani z listy flamandzkiej Partii Socjalistycznej (sp.a)
- Kathleen Van Brempt
- Saїd El Khadraoui

Wybrany z listy Nowy Sojusz Flamandzki (N-VA)
- Mark Demesmaeker, poseł do PE od 1 lutego 2013

Wybrany z listy Zielonych!
- Bart Staes

Wybrany z Listy Dedeckera
- Derk Jan Eppink[2]

### Walońskie kolegium wyborcze
Wybrani z listy walońskiej Partii Socjalistycznej (PS)
- Véronique De Keyser
- Marc Tarabella, poseł do PE od 16 lipca 2009

Wybrani z listy Ruchu Reformatorskiego (MR)
- Louis Michel
- Frédérique Ries

Wybrani z listy Ecolo
- Isabelle Durant
- Philippe Lamberts

Wybrana z listy Centrum Demokratyczno-Humanistycznego (CDH)
- Anne Delvaux

### Niemieckie kolegium wyborcze
Wybrany z listy Partii Chrześcijańsko-Społecznej (CSP)
- Mathieu Grosch

### Byli posłowie VII kadencji do PE
- Frieda Brepoels[3] (wybrana z listy N-VA), do 30 stycznia 2013, zrzeczenie
- Frédéric Daerden (wybrany z listy PS (walońskiej)), do 19 czerwca 2014, zrzeczenie
- Jean-Luc Dehaene (wybrany z listy partii Chrześcijańscy Demokraci i Flamandowie), do 15 maja 2014, zgon
- Jean-Claude Marcourt (wybrany z listy PS (walońskiej)), do 15 lipca 2009, zrzeczenie
- Dirk Sterckx (wybrany z listy Open VLD), do 5 września 2011, zrzeczenie